# Дакіардит
Підгрупа дакіардиту – мінерали, водні алюмосилікат кальцію, калію, натрію з групи цеолітів каркасної будови.

## Загальний опис
Склад близький до: (Са, K2, Na2) [Al4Si18O45]·14H2O.
Містить (%): Na2О – 1,8-2,1; K2O – 2,7-3,3; CaO –5,8-6,5; Al2O3 – 11,8; SiO2 – 62,6; H2O – 14,6.
Сингонія моноклінна.
Твердість 4-5.
Густина 2,16.
Безбарвний. Прозорий.
Рідкісний.
Відомий з граніт-пегматитів Сан-Перо, Кампо, Ельба, із порфіритів Швейцарських Альп та з базальтів на півд.-заході шт. Вашингтон, а також у шт. Орегон (США).

## Члени мінерального ряду
- дакіардит-Ca[d]
- дакіардит-K[d]
- дакіардит-Na[d]